# Iván Jared Moreno
Iván Jared Moreno Füguemann (Puebla de Zaragoza, 17 gennaio 1998) è un calciatore messicano, centrocampista del León.

## Carriera
Cresciuto nel settore giovanile dell'América, ha esordito in prima squadra il 1º agosto 2018 disputando l'incontro di Copa MX vinto 3-0 contro il Veracruz. Nell'estate del 2019 è stato ceduto in prestito al Zacatepec, dove ha giocato per una stagione nella seconda divisione messicana. Rientrato dal prestito, nell'estate del 2020 firma con il Mazatlán, formazione della massima serie messicana.

## Statistiche

### Presenze e reti nei club
Statistiche aggiornate al 3 marzo 2022.
| Stagione        | Squadra         | Campionato      | Campionato | Campionato | Coppe nazionali | Coppe nazionali | Coppe nazionali | Coppe continentali | Coppe continentali | Coppe continentali | Altre coppe | Altre coppe | Altre coppe | Totale | Totale |
| Stagione        | Squadra         | Comp            | Pres       | Reti       | Comp            | Pres            | Reti            | Comp               | Pres               | Reti               | Comp        | Pres        | Reti        | Pres   | Reti   |
| --------------- | --------------- | --------------- | ---------- | ---------- | --------------- | --------------- | --------------- | ------------------ | ------------------ | ------------------ | ----------- | ----------- | ----------- | ------ | ------ |
| 2018-2019       | América         | LMX             | 1          | 0          | CM              | 3               | 0               |                    | -                  | -                  |             | -           | -           | 4      | 0      |
| 2019-2020       | Zacatepec       | AMX             | 6          | 0          | CM              | 3               | 0               |                    | -                  | -                  |             | -           | -           | 9      | 0      |
| 2020-2021       | Mazatlán        | LMX             | 3          | 0          |                 | -               | -               |                    | -                  | -                  |             | -           | -           | 3      | 0      |
| 2021-2022       | Mazatlán        | LMX             | 21         | 2          |                 | -               | -               |                    | -                  | -                  |             | -           | -           | 21     | 2      |
| Totale carriera | Totale carriera | Totale carriera | 31         | 2          |                 | 6               | 0               |                    | -                  | -                  |             | -           | -           | 37     | 2      |

## Palmarès

### Club
- CONCACAF Champions League: 1

León: 2023

### Individuale
- Squadra della stagione della CONCACAF Champions League: 1

2023